# Брезје при Добу
Брезје при Добу (словен. Brezje pri Dobu) је насељено место у општини Домжале, Средњесловенска регија, Словенија.

## Историја
До територијалне реорганизације у Словенији било је у саставу старе општине Домжале.

## Становништво
У попису становништва из 2011. године, Брезје при Добу је имало 90 становника.
| Број становника према пописима | Број становника према пописима | Број становника према пописима |
| ------------------------------ | ------------------------------ | ------------------------------ |
| 1991                           | 2002                           | 2011                           |
| 73                             | 70                             | 90                             |

Напомена: До 1953. исказивано под именом Брезје.